# Socialinvestering
Socialinvesteringar (en: impact investing) är investeringar som syftar till att förebygga eller åtgärda sociala samhällsproblem. I detta avseende är avkastningen samhällsnytta i form av minskade samhällskostnader eller ökad samhällsnytta i form av ökad produktiv samhällsaktivitet. Samhällsaktörer som kommuner och landsting samt välgörenhetsorganisationer är vanligtvis investerare i sociala investeringar. Norrköpings kommun var en av de första i Sverige med sociala investeringsfonder som använder medel för att investera i förebyggande verksamhet som till exempel jobba mot skolfrånvaro.

## Benämning
Det benämns ibland för social innovation, eller socialt entreprenörskap.